# Francisco Gómez de Sandoval y Zúñiga
Francisco Gómez de Sandoval-Rojas y Zúñiga, IV marqués de Denia (-Madrid, 21 de marzo de 1574) fue un noble español del siglo XVI, especialmente conocido por ser el padre de Francisco de Sandoval y Rojas, I duque de Lerma, valido de Felipe III de España.

## Biografía
Fue uno de los hijos del matrimonio formado por Luis Gómez de Sandoval y Enríquez, III marqués de Denia; y Catalina Zúñiga. Tuvo varios hermanos:
- Bernardo de Sandoval, conde de Lerma, muerto antes que su padre. Se desposó con Francisca de la Cueva, hija de Beltrán II de la Cueva y Álvarez de Toledo, III duque de Alburquerque.[1] Fue enterrado en el convento de Nuestra Señora de Belén en Valladolid.
- Luis de Sandoval, muerto soltero y sin sucesión.
- Francisca de Rojas casada con Antonio Manrique (-1571), V conde de Paredes, sin descendencia. Francisca fue después camarera mayor de la infanta Isabel Clara Eugenia.

La muerte de su hermano mayor Bernardo, III conde de Lerma, antes que su padre convirtió a Francisco en sucesor de su padre. Desde entonces hasta 1570, utilizó el título de conde de Lerma.
El 25 de octubre de 1548 contrajo matrimonio con Isabel de Borja  (Medina del Campo, 1532-1558), hija del que sería San Francisco de Borja y de Leonor de Castro.Tuvieron cuatro hijos:
- Francisco, I duque de Lerma y valido de Felipe III de España.
- Juan de Sandoval, I marqués de Villamizar.
- Catalina de Zúñiga y Sandoval, casada con Fernando Ruiz de Castro Andrade y Portugal, VI conde de Lemos.
- Leonor de Sandoval, casada con Lope de Moscoso Osorio, V conde de Altamira.

Fue caballero de la Orden de Santiago y comendador de Paracuellos, en esta orden.

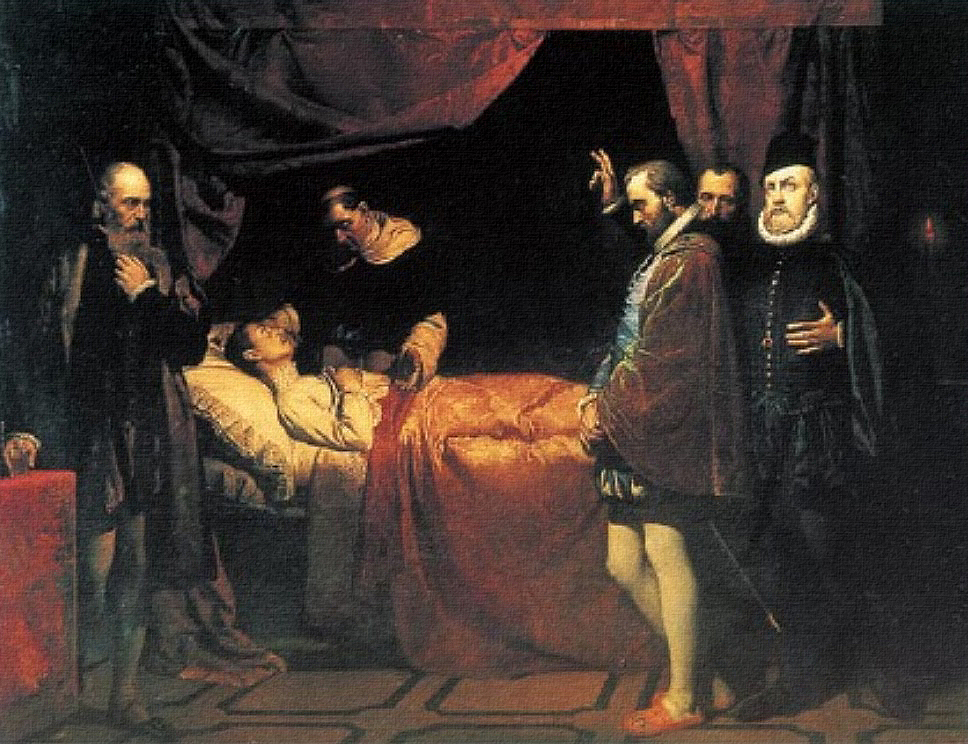
Lienzo que muestra los últimos momentos del príncipe don Carlos según una visión idealizada de Antonio Gisbert (1858). Francisco, entonces conde de Lerma, participó intensamente en esos momentos del príncipe a quien servía como gentilhombre.

Sirvió a Felipe II como gentilhombre del príncipe Carlos. Señala Melchor de Tebes en la Genealogía universal de la nobilisima casa de Sandoval que:
Murio el Príncipe [Carlos] en sus braços y estando para espirar, [Carlos] le dio una ymagen del descendimiento de la Cruz, que tenia a la cabecera, para que se acordase del, y el Marques mando se conseruase perpetuamente en su casa, para memoria de esta merced, y amor que el Principe le mostró en aquel tiempo.
Poco antes de la muerte del príncipe Carlos (1568) fue nombrado por gentilhombre de cámara del Rey por Felipe II.
Fue caballero de la Orden de Santiago, siendo nombrado comendador de Paracuellos, en esta orden tras la muerte de su padre (1570) que había gozado de esta. En 1570, habiendo ya heredado a su padre y siendo IV marqués de Denia, fue enviado por Felipe II a Santander para recibir en esta ciudad a su cuarta esposa Ana de Austria que desembarcaba en esa ciudad. El rey se serviría también de Francisco tras la muerte de su hermana Juana (viuda de Juan Manuel, príncipe heredero de Portugal) para dar el pésame a su hijo el rey Sebastián y a su suegra, Catalina de Austria, en la corte portuguesa.
Murió en Madrid el 21 de marzo de 1574. Fue enterrado en la capilla mayor del monasterio de Santa María de Trianos, patronazgo de su familia y donde estaban enterrados su padre y su abuelo. 